# Quartinia mongolica
Quartinia mongolica är en stekelart som först beskrevs av Moravitz 1889.  Quartinia mongolica ingår i släktet Quartinia och familjen Masaridae. Inga underarter finns listade i Catalogue of Life.